# サン＝レミ＝レ＝シュヴルーズ
サン＝レミ＝レ＝シュヴルーズ （Saint-Rémy-lès-Chevreuse）は、フランス、イル＝ド＝フランス地域圏、イヴリーヌ県のコミューン。

## 地理
コミューンは主としてイヴェット川谷（シュヴルーズ谷）とその支流ロドン川、周囲の台地に向かって伸びている。コミューンは都市化されているが（住宅地）、重要な森林を維持している。オート・ヴァレ・ド・シュヴルーズ地域圏自然公園と境界を接している。
西のシュヴルーズからジフ＝シュル＝イヴェットへ流れるイヴェット川谷によって、コミューンは二分されている。

## 交通
- 道路 - 県道906号線は、東のエソンヌ県と西のシュヴルーズとをつなぐシュヴルーズ谷の幹線道路である。ヴェルサイユと北へ向かう県道938号線は、マニー＝レ＝ザモーのボープラン地区に行き着く。
- 鉄道 - RER B線の南端の駅、サン＝レミ＝レ＝シュヴルーズ駅

## 歴史

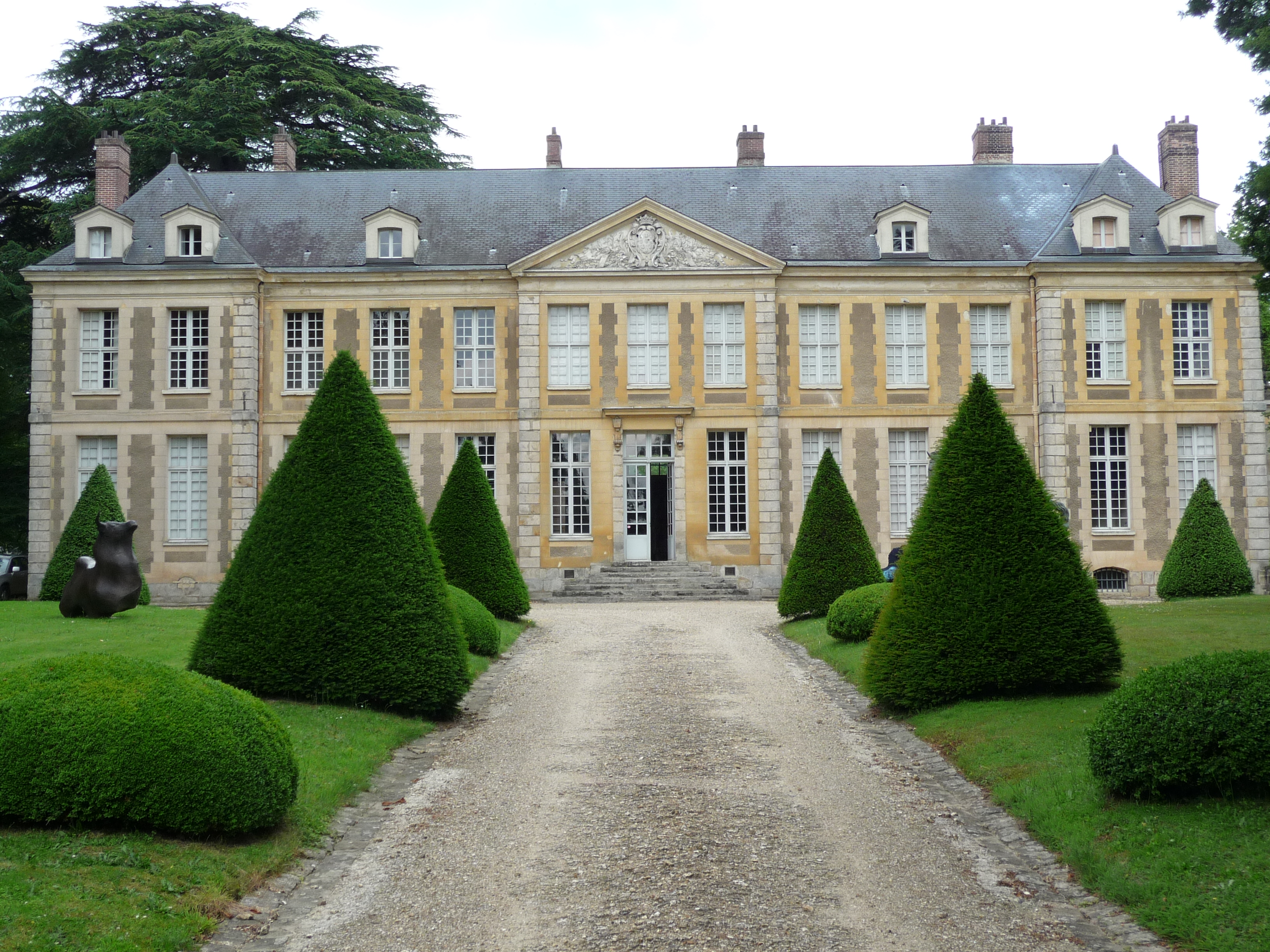
シャトー・ド・クーベルタン

サン＝レミとは、458年頃にランス司教となった聖レミにちなむ。lèsとは「-の前の」を意味し、フランス国内に数多くあるサン＝レミで始まるコミューンと区別をつけるためのものである。まちは17世紀までシュヴルーズ荘園の支配を受けていた。
- 1696年 - シャトー・ド・クーベルタン建設
- 1867年 - サン＝レミに鉄道駅開設
- 1938年 - ソー線の電化。サン＝レミ-リムール区間廃止。

## 人口統計
| 1962年 | 1968年 | 1975年 | 1982年 | 1990年 | 1999年 | 2006年 |
| ------ | ------ | ------ | ------ | ------ | ------ | ------ |
| 3082   | 3488   | 4807   | 5221   | 5589   | 7651   | 7858   |

参照元:1962年までEHESS、1968年以降INSEE

## ゆかりの人物
- ピエール・ド・クーベルタン - クーベルタン男爵家はサン＝レミにクーベルタン荘園を所有していた
- レーモン・ドゥヴォス
- アンドレ・ヴォジャンスキー